# Kortsvansad sjubandad bälta
Kortsvansad sjubandad bälta (Dasypus hybridus) är ett däggdjur i familjen bältdjur som förekommer i sydöstra Sydamerika.

## Utseende
Arten har liksom andra bältor pansarplattor på kroppen. Vid bålen utgörs pansaren av sju band som skiljs av mjuk hud från varandra. Skalen är gråbrun och några gula hår är synliga vid springorna. Den oskyddade buken har en grå-rosa färg. Extremiteterna är korta och framfötterna har fyra tår medan bakfötterna har fem tår. Framtassarnas mellersta två tår är långa och utrustade med kraftiga klor. Med den långsträckta nosen letar djuret efter föda.
Kroppslängden (inklusive svansen) ligger mellan 40 och 50 cm. Arten blir 1,1 till 2,0 kg tung.

## Utbredning och habitat
Utbredningsområdet sträcker sig över södra Brasilien (Rio Grande do Sul), södra Paraguay, Uruguay och nordöstra Argentina. Arten vistas där främst i gräsmarker (Pampas) men hittas även i skogar och andra områden med träd.

## Ekologi
Kortsvansad sjubandad bälta kan vara aktiv på dagen och under skymningen eller gryningen. I naturskyddsområden är den oftare aktiv på dagen. Utanför parningstiden lever varje individ ensam. De vilar i jordhålor och letar på marken efter föda. Bältan rullar ihop sig när den känner sig hotade.
Mjuka ryggradslösa djur grävs fram med nosen och myr- eller termitstackar öppnas med klorna.
Parningstiden börjar i mars och ungarna föds oftast i oktober. Honor av släktet Dasypus är känd för att de bara föder isogena ungar av samma kön per kull. De 8 till 12 ungarna föds i boet som fodras med gräs.

## Hot och status
Arten hotas främst av habitatförstörelse när gräsmarker omvandlas till jordbruksmark. Dessutom dödas flera individer av hundar. Beståndet minskar och IUCN listar kortsvansad sjubandad bälta som nära hotad (NT).